# Teofylakt I. Tuskulský
Theofylakt I. z Tuskulu (před rokem 864 Řím – kol. 924 Řím) byl římský senátor a konzul. V první čtvrtině 10. století byl superista a vestararius a vládl Římu s tituly senator Romanorum a gloriosissimus dux.

## Život
Patricij Theofylakt patřil do okruhu římských optimátů, bohatých statkářů, církevních hodnostářů a vysokých úředníků, kteří si od 7. století, v byzantské éře a v průběhu 11. století přisvojili funkce starověkého římského senátu s novým názvem Ordo senatorius.
Exponent „spoletské“ a antiformosiánské strany se v pramenech objevuje v roce 901 jako účastník placitum císaře Ludvíka III. z Provence jako judex palatinus spolu s dalšími římskými šlechtici, mezi nimiž byl i Crescentius. V této listině je označen za syna nomenklátora Řehoře (875–885), snad ztotožnitelného s „apokrisariem“ na konstantinopolském dvoře v době papeže Jana VIII. (872–882), syna zase nomenklátora Theofylakta (r. 826). Tyto významné funkce na papežském dvoře prozrazují pevné postavení a zakořenění jeho rodiny v rámci Palatium nebo Patriarchium pontificium (Lateránského paláce) již ve druhé polovině 9. století.
Podle některých historiků se jeho sídlo nacházelo poblíž Kvirinálského pahorku, nedaleko baziliky svatých apoštolů (podle jiných je to však pochybné). Za manželku si vzal římskou šlechtičnu Theodoru.
V roce 904 Theofylakt podpořil znovuzvolení papeže Sergia III., svého pravděpodobného příbuzného, a získal tituly magister militum a Sacri palatii vestararius, k nimž se přidaly tituly gloriosissimus dux a senator Romanorum. Díky své nadvládě nad římskou aristokracií ovládl Theofylakt a jeho rodina město. Převzal fakticky absolutní vládu, omezil pravomoci samotného papežství a často určoval jeho politiku, čímž položil základy vlády, která byla na základě obecně nepřátelských pramenů, jež následovaly, nazývána Saeculum obscurum (tzv. „římská pornokracie“). Tato koncentrace moci z něj sice neudělala, jak říká historik Pietro Fedele, nejmocnějšího muže v Evropě, ale rozhodně mu umožnila být jedním z nejbohatších a nejvlivnějších mužů křesťanského Západu své doby. Theofylaktova vláda trvala přibližně dvacet let až do jeho smrti.
Kolem roku 910 dal svou dceru Maroziu za ženu svému možná současníkovi Alberichovi, vévodovi ze Spoleta, s nímž byl spojencem asi deset let. Jako zástupce papeže Jana X. (914–928) byl pověřen uzavíráním dohod s lombardskými knížaty střední a jižní Itálie, hlavními strůjci protiarabské ligy, k níž přispěl již zesnulý kníže Athenulf I. z Capuy. S vojenskou podporou Albericha ze Spoleta se mu v roce 915 podařilo porazit Saracény, kteří se usadili poblíž Garigliana poté, co asi 40 let plenili Řím a jeho okolí.
Dosud není jisté, zda Řehoř de Tusculana (asi 950 – asi 1010), předek hrabat z Tusculum, z nichž pocházeli Colonnové, byl jedním ze synů Albericha Římského, nebo podle novější historiografie pocházel z jiného Theofylakta consul et dux a vestararius, snad syna svého jmenovce Theofylakta, který zemřel dříve než jeho otec.
Protože po roce 915 o něm nejsou žádné další zprávy, předpokládá se, že zemřel mezi lety 920–924.

## Rodokmen
|                                              |                                              |                                              |                                              |                                              |                                              |  |  |                                           |                                           |                                           |                                           |                                           |                                           | Theofylakt I., hrabě z Tusculum 864–924 TEOFYLAKTŮV DŮM | Theofylakt I., hrabě z Tusculum 864–924 TEOFYLAKTŮV DŮM | Theofylakt I., hrabě z Tusculum 864–924 TEOFYLAKTŮV DŮM | Theofylakt I., hrabě z Tusculum 864–924 TEOFYLAKTŮV DŮM | Theofylakt I., hrabě z Tusculum 864–924 TEOFYLAKTŮV DŮM | Theofylakt I., hrabě z Tusculum 864–924 TEOFYLAKTŮV DŮM |                             |                             | Teodora I. Tuskulská | Teodora I. Tuskulská | Teodora I. Tuskulská     | Teodora I. Tuskulská     | Teodora I. Tuskulská       | Teodora I. Tuskulská       |                            |                            |                            |                            |                                         |                                         |                                         |                                         |                                         |                                         |                         |                         |                         |                         |                 |                 |                    |                    |                    |                    |                    |                    |
|                                              |                                              |                                              |                                              |                                              |                                              |  |  |                                           |                                           |                                           |                                           |                                           |                                           | Theofylakt I., hrabě z Tusculum 864–924 TEOFYLAKTŮV DŮM | Theofylakt I., hrabě z Tusculum 864–924 TEOFYLAKTŮV DŮM | Theofylakt I., hrabě z Tusculum 864–924 TEOFYLAKTŮV DŮM | Theofylakt I., hrabě z Tusculum 864–924 TEOFYLAKTŮV DŮM | Theofylakt I., hrabě z Tusculum 864–924 TEOFYLAKTŮV DŮM | Theofylakt I., hrabě z Tusculum 864–924 TEOFYLAKTŮV DŮM |                             |                             | Teodora I. Tuskulská | Teodora I. Tuskulská | Teodora I. Tuskulská     | Teodora I. Tuskulská     | Teodora I. Tuskulská       | Teodora I. Tuskulská       |                            |                            |                            |                            |                                         |                                         |                                         |                                         |                                         |                                         |                         |                         |                         |                         |                 |                 |                    |                    |                    |                    |                    |                    |
|                                              |                                              |                                              |                                              |                                              |                                              |  |  |                                           |                                           |                                           |                                           |                                           |                                           |                                                         |                                                         |                                                         |                                                         |                                                         |                                                         |                             |                             |                      |                      |                          |                          |                            |                            |                            |                            |                            |                            |                                         |                                         |                                         |                                         |                                         |                                         |                         |                         |                         |                         |                 |                 |                    |                    |                    |                    |                    |                    |
|                                              |                                              |                                              |                                              |                                              |                                              |  |  |                                           |                                           |                                           |                                           |                                           |                                           |                                                         |                                                         |                                                         |                                                         |                                                         |                                                         |                             |                             |                      |                      |                          |                          |                            |                            |                            |                            |                            |                            |                                         |                                         |                                         |                                         |                                         |                                         |                         |                         |                         |                         |                 |                 |                    |                    |                    |                    |                    |                    |
| Hugo I. Italský 887-948 (také vdaná Marozia) | Hugo I. Italský 887-948 (také vdaná Marozia) | Hugo I. Italský 887-948 (také vdaná Marozia) | Hugo I. Italský 887-948 (také vdaná Marozia) | Hugo I. Italský 887-948 (také vdaná Marozia) | Hugo I. Italský 887-948 (také vdaná Marozia) |  |  | Alberich I. ze Spoleta † 925 DŮM TUSCULUM | Alberich I. ze Spoleta † 925 DŮM TUSCULUM | Alberich I. ze Spoleta † 925 DŮM TUSCULUM | Alberich I. ze Spoleta † 925 DŮM TUSCULUM | Alberich I. ze Spoleta † 925 DŮM TUSCULUM | Alberich I. ze Spoleta † 925 DŮM TUSCULUM |                                                         |                                                         | Marozia 890–937                                         | Marozia 890–937                                         | Marozia 890–937                                         | Marozia 890–937                                         | Marozia 890–937             | Marozia 890–937             |                      |                      |                          |                          | Papež Sergius III. 904–911 | Papež Sergius III. 904–911 | Papež Sergius III. 904–911 | Papež Sergius III. 904–911 | Papež Sergius III. 904–911 | Papež Sergius III. 904–911 |                                         |                                         |                                         |                                         | Theodora starší                         | Theodora starší                         | Theodora starší         | Theodora starší         | Theodora starší         | Theodora starší         |                 |                 | Gratian Consul     | Gratian Consul     | Gratian Consul     | Gratian Consul     | Gratian Consul     | Gratian Consul     |
| Hugo I. Italský 887-948 (také vdaná Marozia) | Hugo I. Italský 887-948 (také vdaná Marozia) | Hugo I. Italský 887-948 (také vdaná Marozia) | Hugo I. Italský 887-948 (také vdaná Marozia) | Hugo I. Italský 887-948 (také vdaná Marozia) | Hugo I. Italský 887-948 (také vdaná Marozia) |  |  | Alberich I. ze Spoleta † 925 DŮM TUSCULUM | Alberich I. ze Spoleta † 925 DŮM TUSCULUM | Alberich I. ze Spoleta † 925 DŮM TUSCULUM | Alberich I. ze Spoleta † 925 DŮM TUSCULUM | Alberich I. ze Spoleta † 925 DŮM TUSCULUM | Alberich I. ze Spoleta † 925 DŮM TUSCULUM |                                                         |                                                         | Marozia 890–937                                         | Marozia 890–937                                         | Marozia 890–937                                         | Marozia 890–937                                         | Marozia 890–937             | Marozia 890–937             |                      |                      |                          |                          | Papež Sergius III. 904–911 | Papež Sergius III. 904–911 | Papež Sergius III. 904–911 | Papež Sergius III. 904–911 | Papež Sergius III. 904–911 | Papež Sergius III. 904–911 |                                         |                                         |                                         |                                         | Theodora starší                         | Theodora starší                         | Theodora starší         | Theodora starší         | Theodora starší         | Theodora starší         |                 |                 | Gratian Consul     | Gratian Consul     | Gratian Consul     | Gratian Consul     | Gratian Consul     | Gratian Consul     |
|                                              |                                              |                                              |                                              |                                              |                                              |  |  |                                           |                                           |                                           |                                           |                                           |                                           |                                                         |                                                         |                                                         |                                                         |                                                         |                                                         |                             |                             |                      |                      |                          |                          |                            |                            |                            |                            |                            |                            |                                         |                                         |                                         |                                         |                                         |                                         |                         |                         |                         |                         |                 |                 |                    |                    |                    |                    |                    |                    |
|                                              |                                              |                                              |                                              |                                              |                                              |  |  |                                           |                                           |                                           |                                           |                                           |                                           |                                                         |                                                         |                                                         |                                                         |                                                         |                                                         |                             |                             |                      |                      |                          |                          |                            |                            |                            |                            |                            |                            |                                         |                                         |                                         |                                         |                                         |                                         |                         |                         |                         |                         |                 |                 |                    |                    |                    |                    |                    |                    |
| Alda z Vienny                                | Alda z Vienny                                | Alda z Vienny                                | Alda z Vienny                                | Alda z Vienny                                | Alda z Vienny                                |  |  | Alberich II. ze Spoleta 905–954           | Alberich II. ze Spoleta 905–954           | Alberich II. ze Spoleta 905–954           | Alberich II. ze Spoleta 905–954           | Alberich II. ze Spoleta 905–954           | Alberich II. ze Spoleta 905–954           |                                                         |                                                         | David nebo Deodatus                                     | David nebo Deodatus                                     | David nebo Deodatus                                     | David nebo Deodatus                                     | David nebo Deodatus         | David nebo Deodatus         |                      |                      | Papež Jan XI. 931–935    | Papež Jan XI. 931–935    | Papež Jan XI. 931–935      | Papež Jan XI. 931–935      | Papež Jan XI. 931–935      | Papež Jan XI. 931–935      |                            |                            | Giovanni Crescentius                    | Giovanni Crescentius                    | Giovanni Crescentius                    | Giovanni Crescentius                    | Giovanni Crescentius                    | Giovanni Crescentius                    |                         |                         | Theodora mladší         | Theodora mladší         | Theodora mladší | Theodora mladší | Theodora mladší    | Theodora mladší    |                    |                    |                    |                    |
| Alda z Vienny                                | Alda z Vienny                                | Alda z Vienny                                | Alda z Vienny                                | Alda z Vienny                                | Alda z Vienny                                |  |  | Alberich II. ze Spoleta 905–954           | Alberich II. ze Spoleta 905–954           | Alberich II. ze Spoleta 905–954           | Alberich II. ze Spoleta 905–954           | Alberich II. ze Spoleta 905–954           | Alberich II. ze Spoleta 905–954           |                                                         |                                                         | David nebo Deodatus                                     | David nebo Deodatus                                     | David nebo Deodatus                                     | David nebo Deodatus                                     | David nebo Deodatus         | David nebo Deodatus         |                      |                      | Papež Jan XI. 931–935    | Papež Jan XI. 931–935    | Papež Jan XI. 931–935      | Papež Jan XI. 931–935      | Papež Jan XI. 931–935      | Papež Jan XI. 931–935      |                            |                            | Giovanni Crescentius                    | Giovanni Crescentius                    | Giovanni Crescentius                    | Giovanni Crescentius                    | Giovanni Crescentius                    | Giovanni Crescentius                    |                         |                         | Theodora mladší         | Theodora mladší         | Theodora mladší | Theodora mladší | Theodora mladší    | Theodora mladší    |                    |                    |                    |                    |
|                                              |                                              |                                              |                                              |                                              |                                              |  |  |                                           |                                           |                                           |                                           |                                           |                                           |                                                         |                                                         |                                                         |                                                         |                                                         |                                                         |                             |                             |                      |                      |                          |                          |                            |                            |                            |                            |                            |                            |                                         |                                         |                                         |                                         |                                         |                                         |                         |                         |                         |                         |                 |                 |                    |                    |                    |                    |                    |                    |
|                                              |                                              |                                              |                                              |                                              |                                              |  |  |                                           |                                           |                                           |                                           |                                           |                                           |                                                         |                                                         |                                                         |                                                         |                                                         |                                                         |                             |                             |                      |                      |                          |                          |                            |                            |                            |                            |                            |                            |                                         |                                         |                                         |                                         |                                         |                                         |                         |                         |                         |                         |                 |                 |                    |                    |                    |                    |                    |                    |
|                                              |                                              |                                              |                                              |                                              |                                              |  |  | Octavian Papež Jan XII. 955–964           | Octavian Papež Jan XII. 955–964           | Octavian Papež Jan XII. 955–964           | Octavian Papež Jan XII. 955–964           | Octavian Papež Jan XII. 955–964           | Octavian Papež Jan XII. 955–964           |                                                         |                                                         | Papež Benedikt VII. 974-983                             | Papež Benedikt VII. 974-983                             | Papež Benedikt VII. 974-983                             | Papež Benedikt VII. 974-983                             | Papež Benedikt VII. 974-983 | Papež Benedikt VII. 974-983 |                      |                      |                          |                          |                            |                            | Maria                      | Maria                      | Maria                      | Maria                      | Maria                                   | Maria                                   |                                         |                                         | Papež Jan XIII. 965–972                 | Papež Jan XIII. 965–972                 | Papež Jan XIII. 965–972 | Papež Jan XIII. 965–972 | Papež Jan XIII. 965–972 | Papež Jan XIII. 965–972 |                 |                 | Crescentius Starší | Crescentius Starší | Crescentius Starší | Crescentius Starší | Crescentius Starší | Crescentius Starší |
|                                              |                                              |                                              |                                              |                                              |                                              |  |  | Octavian Papež Jan XII. 955–964           | Octavian Papež Jan XII. 955–964           | Octavian Papež Jan XII. 955–964           | Octavian Papež Jan XII. 955–964           | Octavian Papež Jan XII. 955–964           | Octavian Papež Jan XII. 955–964           |                                                         |                                                         | Papež Benedikt VII. 974-983                             | Papež Benedikt VII. 974-983                             | Papež Benedikt VII. 974-983                             | Papež Benedikt VII. 974-983                             | Papež Benedikt VII. 974-983 | Papež Benedikt VII. 974-983 |                      |                      |                          |                          |                            |                            | Maria                      | Maria                      | Maria                      | Maria                      | Maria                                   | Maria                                   |                                         |                                         | Papež Jan XIII. 965–972                 | Papež Jan XIII. 965–972                 | Papež Jan XIII. 965–972 | Papež Jan XIII. 965–972 | Papež Jan XIII. 965–972 | Papež Jan XIII. 965–972 |                 |                 | Crescentius Starší | Crescentius Starší | Crescentius Starší | Crescentius Starší | Crescentius Starší | Crescentius Starší |
|                                              |                                              |                                              |                                              |                                              |                                              |  |  |                                           |                                           |                                           |                                           |                                           |                                           |                                                         |                                                         |                                                         |                                                         |                                                         |                                                         |                             |                             |                      |                      |                          |                          |                            |                            |                            |                            |                            |                            |                                         |                                         |                                         |                                         |                                         |                                         |                         |                         |                         |                         |                 |                 |                    |                    |                    |                    |                    |                    |
|                                              |                                              |                                              |                                              |                                              |                                              |  |  |                                           |                                           |                                           |                                           |                                           |                                           |                                                         |                                                         |                                                         |                                                         |                                                         |                                                         |                             |                             |                      |                      |                          |                          |                            |                            |                            |                            |                            |                            |                                         |                                         |                                         |                                         |                                         |                                         |                         |                         |                         |                         |                 |                 |                    |                    |                    |                    |                    |                    |
| Řehoř I., hrabě z Tuscula                    |                                              |                                              |                                              |                                              |                                              |  |  |                                           |                                           |                                           |                                           |                                           |                                           |                                                         |                                                         |                                                         |                                                         |                                                         |                                                         |                             |                             |                      |                      |                          |                          |                            |                            |                            |                            |                            |                            |                                         |                                         |                                         |                                         |                                         |                                         |                         |                         |                         |                         |                 |                 |                    |                    |                    |                    |                    |                    |
|                                              |                                              |                                              |                                              |                                              |                                              |  |  |                                           |                                           |                                           |                                           |                                           |                                           |                                                         |                                                         |                                                         |                                                         |                                                         |                                                         |                             |                             |                      |                      |                          |                          |                            |                            |                            |                            |                            |                            |                                         |                                         |                                         |                                         |                                         |                                         |                         |                         |                         |                         |                 |                 |                    |                    |                    |                    |                    |                    |
|                                              |                                              |                                              |                                              |                                              |                                              |  |  |                                           |                                           |                                           |                                           |                                           |                                           |                                                         |                                                         |                                                         |                                                         |                                                         |                                                         |                             |                             |                      |                      |                          |                          |                            |                            |                            |                            |                            |                            |                                         |                                         |                                         |                                         |                                         |                                         |                         |                         |                         |                         |                 |                 |                    |                    |                    |                    |                    |                    |
|                                              |                                              |                                              |                                              |                                              |                                              |  |  |                                           |                                           |                                           |                                           |                                           |                                           |                                                         |                                                         |                                                         |                                                         |                                                         |                                                         |                             |                             |                      |                      |                          |                          |                            |                            |                            |                            |                            |                            |                                         |                                         |                                         |                                         |                                         |                                         |                         |                         |                         |                         |                 |                 |                    |                    |                    |                    |                    |                    |
| Teophylakt Papež Benedikt VIII. 1012–1024    | Teophylakt Papež Benedikt VIII. 1012–1024    | Teophylakt Papež Benedikt VIII. 1012–1024    | Teophylakt Papež Benedikt VIII. 1012–1024    | Teophylakt Papež Benedikt VIII. 1012–1024    | Teophylakt Papež Benedikt VIII. 1012–1024    |  |  | Alberich III., Hrabě z Tuscula † 1044     | Alberich III., Hrabě z Tuscula † 1044     | Alberich III., Hrabě z Tuscula † 1044     | Alberich III., Hrabě z Tuscula † 1044     | Alberich III., Hrabě z Tuscula † 1044     | Alberich III., Hrabě z Tuscula † 1044     |                                                         |                                                         | Papež Jan XIX. 1024–1032                                | Papež Jan XIX. 1024–1032                                | Papež Jan XIX. 1024–1032                                | Papež Jan XIX. 1024–1032                                | Papež Jan XIX. 1024–1032    | Papež Jan XIX. 1024–1032    |                      |                      |                          |                          |                            |                            |                            |                            |                            |                            |                                         |                                         |                                         |                                         |                                         |                                         |                         |                         |                         |                         |                 |                 |                    |                    |                    |                    |                    |                    |
| Teophylakt Papež Benedikt VIII. 1012–1024    | Teophylakt Papež Benedikt VIII. 1012–1024    | Teophylakt Papež Benedikt VIII. 1012–1024    | Teophylakt Papež Benedikt VIII. 1012–1024    | Teophylakt Papež Benedikt VIII. 1012–1024    | Teophylakt Papež Benedikt VIII. 1012–1024    |  |  | Alberich III., Hrabě z Tuscula † 1044     | Alberich III., Hrabě z Tuscula † 1044     | Alberich III., Hrabě z Tuscula † 1044     | Alberich III., Hrabě z Tuscula † 1044     | Alberich III., Hrabě z Tuscula † 1044     | Alberich III., Hrabě z Tuscula † 1044     |                                                         |                                                         | Papež Jan XIX. 1024–1032                                | Papež Jan XIX. 1024–1032                                | Papež Jan XIX. 1024–1032                                | Papež Jan XIX. 1024–1032                                | Papež Jan XIX. 1024–1032    | Papež Jan XIX. 1024–1032    |                      |                      |                          |                          |                            |                            |                            |                            |                            |                            |                                         |                                         |                                         |                                         |                                         |                                         |                         |                         |                         |                         |                 |                 |                    |                    |                    |                    |                    |                    |
|                                              |                                              |                                              |                                              |                                              |                                              |  |  |                                           |                                           |                                           |                                           |                                           |                                           |                                                         |                                                         |                                                         |                                                         |                                                         |                                                         |                             |                             |                      |                      |                          |                          |                            |                            |                            |                            |                            |                            |                                         |                                         |                                         |                                         |                                         |                                         |                         |                         |                         |                         |                 |                 |                    |                    |                    |                    |                    |                    |
|                                              |                                              |                                              |                                              |                                              |                                              |  |  |                                           |                                           |                                           |                                           |                                           |                                           |                                                         |                                                         |                                                         |                                                         |                                                         |                                                         |                             |                             |                      |                      |                          |                          |                            |                            |                            |                            |                            |                            |                                         |                                         |                                         |                                         |                                         |                                         |                         |                         |                         |                         |                 |                 |                    |                    |                    |                    |                    |                    |
| Řehoř II., hrabě z Tuscula                   | Řehoř II., hrabě z Tuscula                   | Řehoř II., hrabě z Tuscula                   | Řehoř II., hrabě z Tuscula                   | Řehoř II., hrabě z Tuscula                   | Řehoř II., hrabě z Tuscula                   |  |  | Petr, vévoda římský                       | Petr, vévoda římský                       | Petr, vévoda římský                       | Petr, vévoda římský                       | Petr, vévoda římský                       | Petr, vévoda římský                       |                                                         |                                                         | Guy/Gaius Hrabě z Tuscula                               | Guy/Gaius Hrabě z Tuscula                               | Guy/Gaius Hrabě z Tuscula                               | Guy/Gaius Hrabě z Tuscula                               | Guy/Gaius Hrabě z Tuscula   | Guy/Gaius Hrabě z Tuscula   |                      |                      | Octavian Hrabě z Tuscula | Octavian Hrabě z Tuscula | Octavian Hrabě z Tuscula   | Octavian Hrabě z Tuscula   | Octavian Hrabě z Tuscula   | Octavian Hrabě z Tuscula   |                            |                            | Teophylakt Papež Benedikt IX. 1032–1048 | Teophylakt Papež Benedikt IX. 1032–1048 | Teophylakt Papež Benedikt IX. 1032–1048 | Teophylakt Papež Benedikt IX. 1032–1048 | Teophylakt Papež Benedikt IX. 1032–1048 | Teophylakt Papež Benedikt IX. 1032–1048 |                         |                         |                         |                         |                 |                 |                    |                    |                    |                    |                    |                    |
| Řehoř II., hrabě z Tuscula                   | Řehoř II., hrabě z Tuscula                   | Řehoř II., hrabě z Tuscula                   | Řehoř II., hrabě z Tuscula                   | Řehoř II., hrabě z Tuscula                   | Řehoř II., hrabě z Tuscula                   |  |  | Petr, vévoda římský                       | Petr, vévoda římský                       | Petr, vévoda římský                       | Petr, vévoda římský                       | Petr, vévoda římský                       | Petr, vévoda římský                       |                                                         |                                                         | Guy/Gaius Hrabě z Tuscula                               | Guy/Gaius Hrabě z Tuscula                               | Guy/Gaius Hrabě z Tuscula                               | Guy/Gaius Hrabě z Tuscula                               | Guy/Gaius Hrabě z Tuscula   | Guy/Gaius Hrabě z Tuscula   |                      |                      | Octavian Hrabě z Tuscula | Octavian Hrabě z Tuscula | Octavian Hrabě z Tuscula   | Octavian Hrabě z Tuscula   | Octavian Hrabě z Tuscula   | Octavian Hrabě z Tuscula   |                            |                            | Teophylakt Papež Benedikt IX. 1032–1048 | Teophylakt Papež Benedikt IX. 1032–1048 | Teophylakt Papež Benedikt IX. 1032–1048 | Teophylakt Papež Benedikt IX. 1032–1048 | Teophylakt Papež Benedikt IX. 1032–1048 | Teophylakt Papež Benedikt IX. 1032–1048 |                         |                         |                         |                         |                 |                 |                    |                    |                    |                    |                    |                    |
|                                              |                                              |                                              |                                              |                                              |                                              |  |  |                                           |                                           |                                           |                                           |                                           |                                           |                                                         |                                                         |                                                         |                                                         |                                                         |                                                         |                             |                             |                      |                      |                          |                          |                            |                            |                            |                            |                            |                            |                                         |                                         |                                         |                                         |                                         |                                         |                         |                         |                         |                         |                 |                 |                    |                    |                    |                    |                    |                    |
|                                              |                                              |                                              |                                              |                                              |                                              |  |  |                                           |                                           |                                           |                                           |                                           |                                           |                                                         |                                                         |                                                         |                                                         |                                                         |                                                         |                             |                             |                      |                      |                          |                          |                            |                            |                            |                            |                            |                            |                                         |                                         |                                         |                                         |                                         |                                         |                         |                         |                         |                         |                 |                 |                    |                    |                    |                    |                    |                    |
| Řehoř III., Hrabě z Tuscula                  |                                              |                                              |                                              |                                              |                                              |  |  |                                           |                                           |                                           |                                           |                                           |                                           |                                                         |                                                         |                                                         |                                                         |                                                         |                                                         |                             |                             |                      |                      |                          |                          |                            |                            |                            |                            |                            |                            |                                         |                                         |                                         |                                         |                                         |                                         |                         |                         |                         |                         |                 |                 |                    |                    |                    |                    |                    |                    |
|                                              |                                              |                                              |                                              |                                              |                                              |  |  |                                           |                                           |                                           |                                           |                                           |                                           |                                                         |                                                         |                                                         |                                                         |                                                         |                                                         |                             |                             |                      |                      |                          |                          |                            |                            |                            |                            |                            |                            |                                         |                                         |                                         |                                         |                                         |                                         |                         |                         |                         |                         |                 |                 |                    |                    |                    |                    |                    |                    |
|                                              |                                              |                                              |                                              |                                              |                                              |  |  |                                           |                                           |                                           |                                           |                                           |                                           |                                                         |                                                         |                                                         |                                                         |                                                         |                                                         |                             |                             |                      |                      |                          |                          |                            |                            |                            |                            |                            |                            |                                         |                                         |                                         |                                         |                                         |                                         |                         |                         |                         |                         |                 |                 |                    |                    |                    |                    |                    |                    |
| Ptolemaios I. z Tuskula                      | Ptolemaios I. z Tuskula                      | Ptolemaios I. z Tuskula                      | Ptolemaios I. z Tuskula                      | Ptolemaios I. z Tuskula                      | Ptolemaios I. z Tuskula                      |  |  | Petr de Columna Colonnové                 | Petr de Columna Colonnové                 | Petr de Columna Colonnové                 | Petr de Columna Colonnové                 | Petr de Columna Colonnové                 | Petr de Columna Colonnové                 |                                                         |                                                         |                                                         |                                                         |                                                         |                                                         |                             |                             |                      |                      |                          |                          |                            |                            |                            |                            |                            |                            |                                         |                                         |                                         |                                         |                                         |                                         |                         |                         |                         |                         |                 |                 |                    |                    |                    |                    |                    |                    |
| Ptolemaios I. z Tuskula                      | Ptolemaios I. z Tuskula                      | Ptolemaios I. z Tuskula                      | Ptolemaios I. z Tuskula                      | Ptolemaios I. z Tuskula                      | Ptolemaios I. z Tuskula                      |  |  | Petr de Columna Colonnové                 | Petr de Columna Colonnové                 | Petr de Columna Colonnové                 | Petr de Columna Colonnové                 | Petr de Columna Colonnové                 | Petr de Columna Colonnové                 |                                                         |                                                         |                                                         |                                                         |                                                         |                                                         |                             |                             |                      |                      |                          |                          |                            |                            |                            |                            |                            |                            |                                         |                                         |                                         |                                         |                                         |                                         |                         |                         |                         |                         |                 |                 |                    |                    |                    |                    |                    |                    |

### Výčet dětí
Se svou ženou Theodorou měl řadu dětí, mimo jiné:
- Marie známá jako „Mariozza“ (Marozia), manželka Albericha, vévody ze Spoleta
- Theodora (II.), provdaná za Římana Giovanniho Crescenziho
- Theofylakt (II.), vestararius, který zemřel před svým otcem
- Sergia a Bonifáce, kteří zemřeli v mladém věku a jsou pohřbeni v kostele Santa Maria Maggiore[15]